# Churriana de la Vega
Churriana de la Vega – gmina w Hiszpanii, w prowincji Grenada, w Andaluzji, o powierzchni 6,6 km². W 2011 roku gmina liczyła 13 118 mieszkańców.
Najwcześniejsze pisemne źródła historyczne, w których wyraźnie wspomniano o Churrianie, sięgają średniowiecza, kiedy to ich ziemie były najbardziej intensywnie poświęcone produkcji rolnej i kwitnącemu przemysłowi jedwabnemu.